# Liwny
Liwny (ros. Ливны) – główne miasto rejonu liwieńskiego w obwodzie orłowskim. Rodzinne miasto filozofa Siergieja Bułgakowa.